# تالار سانتا ایزابل
تالار تئاتر سانتا ایزابل (به پرتغالی Teatro de Santa Isabel) یک سالن تئاتر در شهر رسیف ، پایتخت ایالت پرنامبوکو برزیل واقع شده است.

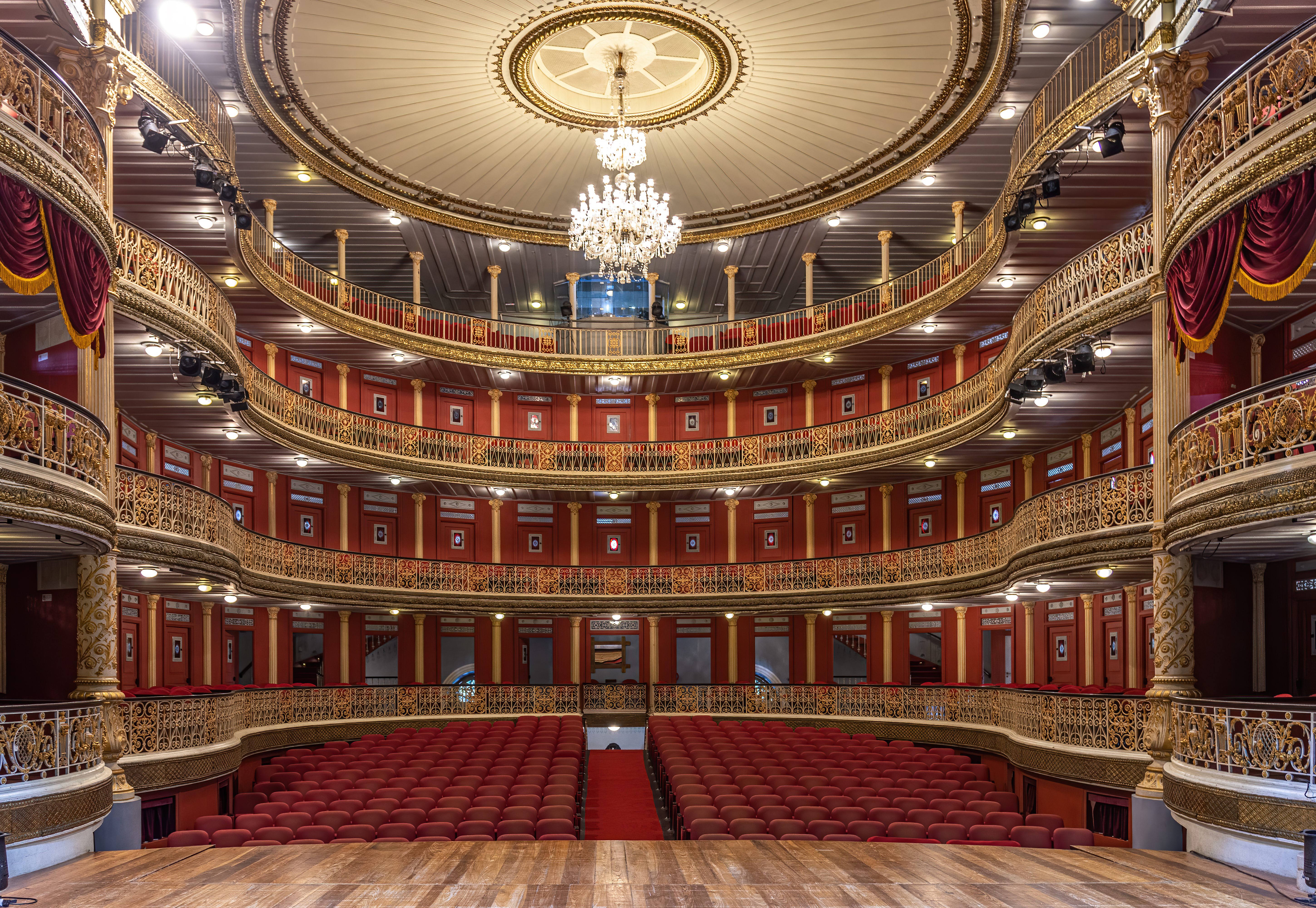
فضای داخلی تالار تئاتر سانتا ایزابل

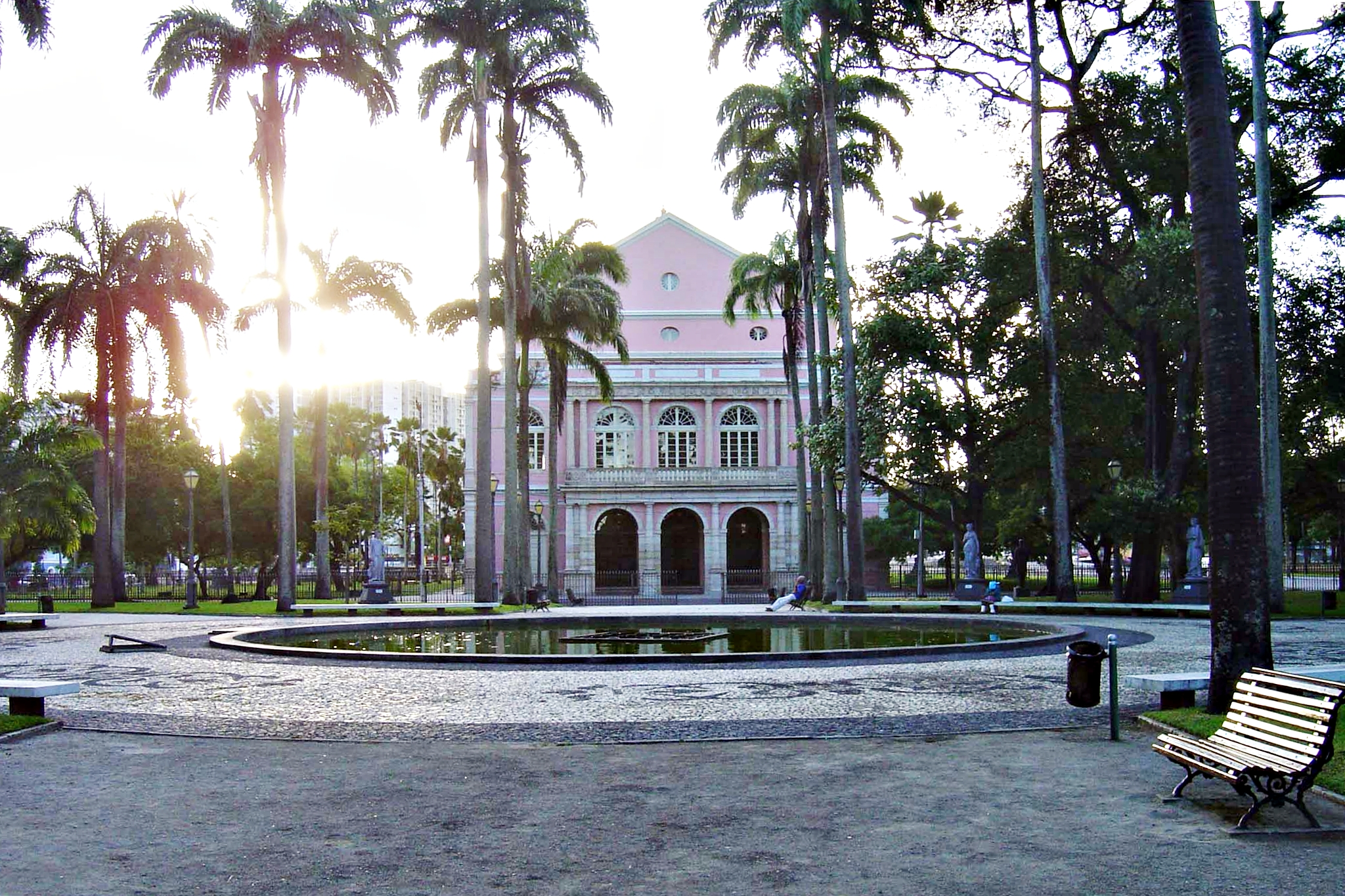
تئاتر سانتا ایزابل